# Rives (Tennessee)
Rives – miasto w Stanach Zjednoczonych, w stanie Tennessee, w hrabstwie Obion.